# 名古屋東京海上日動ビルディング (2代)
名古屋東京海上日動ビルディング （なごやとうきょうかいじょうにちどうビルディング） は、愛知県名古屋市中区丸の内にある高層ビルである。

## 概要
1973年（昭和48年）に建設された同名の初代ビル（かつての名称は「タキヒヨー丸の内ビル」）を2013年（平成25年）に同地に建て替えた。
1階には「東京海上日動ギャラリー」、2階と3階には貸し会議室・ホールが設置されている。

## 主なテナント
- 東京海上日動火災保険
- 東京海上日動あんしん生命
- Y'S CASA STUDIO（家具ショールーム）
- PRGRゴルフスクール

## 最寄り駅
- 名古屋市営地下鉄鶴舞線・桜通線 丸の内駅

## 参照
- 貸会議室・東京海上日動ギャラリー | 名古屋東京海上日動ビルディング（2015年10月24日閲覧）
- (仮称)名古屋東京海上日動ビルディング｜ビル図鑑（2015年10月24日閲覧）
- k-carrotのまちなみ探訪 新「名古屋東京海上日動ビルディング」 竣工特集！2013年7月29日（2015年10月24日閲覧）
- 名古屋東京海上日動ビルディング三菱地所設計（2015年10月24日閲覧）